# Meekoceras
Meekoceras is een geslacht van uitgestorven cephalopode mollusken dat leefde tijdens het Vroeg-Trias.

## Kenmerken
Deze afgeplatte cephalopode kenmerkte zich door de over het algemeen gladde schelp met een platte buitenkant. De sutuurlijn bevatte enige secundaire plooiing in de lobben. De diameter bedroeg ongeveer vijf centimeter.
Meekoceras wordt gekenmerkt door een gecomprimeerde, schijfvormige, evolutieve of ingewikkelde schaal met afgeplatte zijkanten en een smalle, afgeplatte of afgeronde venter zonder kielen of groeven. Het oppervlak is glad of met zijvouwen, maar geen knobbeltjes, stekels of spiraalvormige richels. De navel is variabel, de lichaamskamer kort. De hechtingen zijn keramisch met gladde afgeronde zadels en gekartelde lobben.

## Taxonomische positie
Smith (1932) en Arkell et al. (1957) nam Meekoceras op in de Meekoceratidae, die werd genoemd om het geslacht te bevatten. Er zijn verschillende benaderingen gemaakt met betrekking tot het volgende taxonomische niveau. Arkel, et al. (1957) neemt Meekoceratidae op in de Noritacdeae, terwijl Smith (1932) ze opneemt in de Prolecanitoidea.
Wyoningites en Svalbardiceras zijn verwante geslachten.

## Fossielen
Fossielen werden gevonden in het huidige Idaho, Californië en Azië

## Soorten
- Meekoceras bittneri Shevyrev 1990 †
- Meekoceras caucasium Shevyrev 1995 †
- Meekoceras darvazicum Shevyrev 1990 †
- Meekoceras fulguratum Waagen 1895 †
- Meekoceras gracilitatis White 1879 †
- Meekoceras haydeni Smith 1932 †
- Meekoceras japonicum Shimizu & Jimbo 1933 †
- Meekoceras koninckianum Waagen 1895 †
- Meekoceras kraffti Shevyrev 1990 †
- Meekoceras luchnikovi Shevyrev 1990 †
- Meekoceras magnumbilicatum Waagen 1895 †
- Meekoceras marginale Arthaber 1908 †
- Meekoceras millardense Brayard et al. 2013 †
- Meekoceras olivieri Brayard et al. 2013 †
- Meekoceras orientale Shimizu & Jimbo 1933 †
- Meekoceras planulatum de Koninck 1863 †
- Meekoceras pusillum Shevyrev 1990 †
- Meekoceras rota Waagen 1895 †
- Meekoceras tardum Waagen 1895 †